# Upit monsinjora Cortesa
Dana 13. studenoga 2023. godine, Dikasterij za nauk vjere objavio je odgovor na upit biskupa Dumaguetea na Filipinima, Julita Cortesa, o prikladnom pastoralnom djelovanju prema katolicima koji postaju članovi slobodnog zidarstva. Odgovor je potpisao kardinal Víctor Manuel Fernández, prefekt Dikasterija, uz odobrenje pape Franje.
Monsinjor Cortes izrazio je zabrinutost zbog sve većeg broja katolika koji ulaze u slobodno zidarstvo te je zatražio smjernice za pastoralni pristup ovom pitanju zbog razlika između katoličkog nauka i slobodnozidarskih načela.

## Sadržaj pisma
Dikasterij za nauk vjere je istaknuo da je članstvo u slobodnom zidarstvu značajno na Filipinima, obuhvaćajući ne samo formalno registrirane članove masonskih loža, već i brojne simpatizere i suradnike koji vjeruju da nema sukoba između članstva u Katoličkoj Crkvi i slobodnom zidarstvu.
Kako bi se ovaj problem riješio, predložena je koordinirana strategija između biskupa, koja uključuje dva pristupa:
- Doktrinarni pristup: Naglašeno je da je aktivno članstvo vjernika u slobodnom zidarstvu zabranjeno zbog nepomirljivosti između katoličkog nauka i slobodnog zidarstva. Oni koji su formalno i svjesno članovi masonskih loža te prihvaćaju slobodnozidarska načela podliježu odredbama Deklaracije o masonskim udrugama iz 1983. godine. Ove mjere odnose se i na klerike registrirane u slobodnom zidarstvu.
- Pastoralni pristup: Predloženo je da filipinski biskupi u svim župama provedu pučku katehezu kako bi objasnili razloge nepomirljivosti između katoličke vjere i slobodnog zidarstva.

Na kraju, filipinski biskupi pozvani su da razmotre potrebu za javnim očitovanjem o ovom pitanju.